# دانشگاه شارل دو گل – لیل ۳

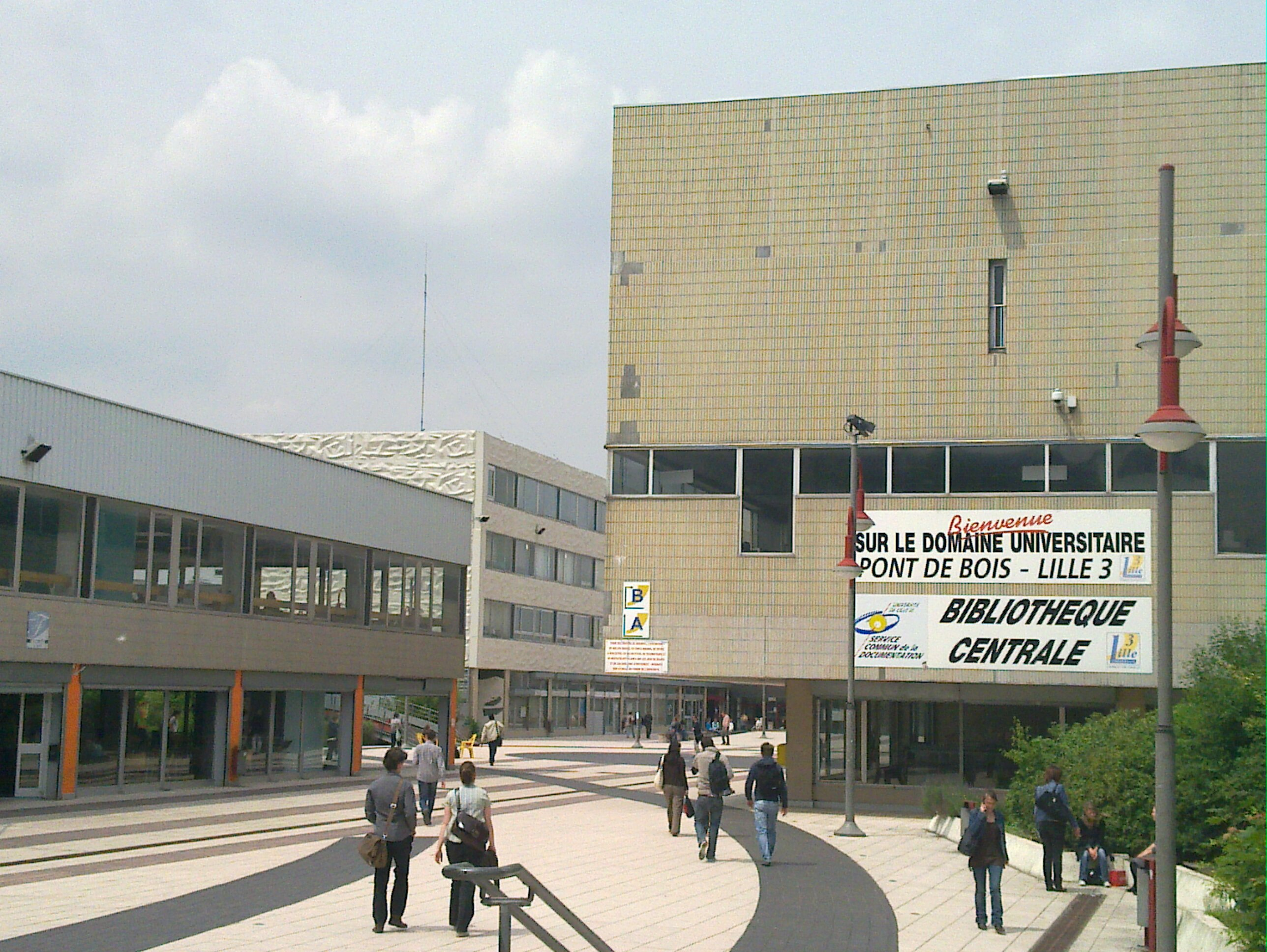
دانشگاه شارل دو گل – لیل ۳

دانشگاه لیل ۳ (فرانسوی: Université Lille 3 Charles-de-Gaulle: sciences humaines et sociales‎)دانشگاهی واقع در شهر لیل است. این دانشگاه در سال ۱۸۸۷ تأسیس گردیده‌است. وزارت علوم این دانشگاه را به عنوان دانشگاه ممتاز ارزیابی می‌نماید.